# Chlorops laccatus
Chlorops laccatus is een vliegensoort uit de familie van de halmvliegen (Chloropidae). De wetenschappelijke naam van de soort is voor het eerst geldig gepubliceerd in 2002 door Nartshuk.